# 715 Transvaalia
715 Transvaalia è un asteroide della fascia principale del diametro medio di circa 28,55 km. Scoperto nel 1911, presenta un'orbita caratterizzata da un semiasse maggiore pari a 2,7664542 UA e da un'eccentricità di 0,0859415, inclinata di 13,81305° rispetto all'eclittica.
Il nome è un omaggio al Transvaal, che fino al 1994 era una provincia del Sudafrica. Questo è stato il primo asteroide numerato ad essere scoperto in Africa.